# Carmen Frei
Carmen Victoria Frei Ruiz-Tagle (Santiago, 22 de junio de 1938) es una pedagoga y política chilena, hija del fallecido presidente Eduardo Frei Montalva (1964-1970), y por tanto miembro de la familia Frei. Militante del Partido Demócrata Cristiano (PDC), mismo el cual encabeza desde mayo de 2021; fue senadora de la República en representación de la región de Antofagasta durante dos períodos consecutivos (1990-1998 y 1998-2006). Desde el 6 de mayo de 2014 hasta mediados de 2018 fue presidenta del directorio de Polla Chilena de Beneficencia.

## Biografía
Hija del expresidente de Chile, Eduardo Frei Montalva y de María Ruiz-Tagle Jiménez, tiene seis hermanos, uno de ellos Eduardo Frei Ruiz-Tagle, presidente de Chile entre 1994 y 2000.
Estuvo casada con Eugenio Ortega (fallecido en 2013), exdiputado, dirigente Demócrata Cristiano y embajador de Chile en Canadá durante el gobierno de la presidenta Michelle Bachelet, con quien tiene tres hijos; María Paz, Eugenio y Francisca y seis nietos; Montserrat, Eugenio, Javiera, Martín, Miguel y Francisco.
Sus estudios secundarios los realizó en el Colegio Universitario Inglés y los superiores en la Universidad de Chile, donde recibió el título de Educadora de Párvulos.

## Carrera profesional y política
Durante su etapa universitaria fue dirigente de la Democracia Cristiana en la Federación de Estudiantes de la Universidad de Chile (FECh). Sin embargo, no prosiguió en ese momento una trayectoria política, ya que al egresar de su carrera decidió viajar a Bélgica para estudiar Psicología Infantil en la Universidad de Lovaina.
A su regreso comenzó su actividad política, al participar, en 1966, en la Comisión que estudió la ley de Jardines y Guarderías Infantiles. En 1967, fue nombrada directora de una fundación privada dedicada a la promoción de guarderías infantiles y que lleva su nombre. Paralelamente, en 1971 fue elegida regidora de la Municipalidad de Santiago.
En 1976 se radicó en Nueva York, Estados Unidos, para trabajar en el Programa Federal de Asistencia a Niños Extranjeros de Origen Latino. Al retornar a Chile fue elegida directora del Departamento de la Mujer de la Democracia Cristiana.
Desde esa fecha fue una participante activa del sector político. En 1982 fue miembro de la Directiva «de consenso» que encabezó Gabriel Valdés Subercaseaux, y en 1985 fue nombrada Consejera Nacional. Desde 1987 presidió la Comisión Nacional de exalcaldes y Regidores Democráticos. Conjuntamente, actuó como la organizadora del "Encuentro Internacional sobre Democracia Municipal", al que concurrieron más de cuarenta alcaldes y concejales de Europa.
En la actualidad[¿cuándo?] dirige el Proyecto de la Mujer, de la Fundación Eduardo Frei Montalva.

### Senadora

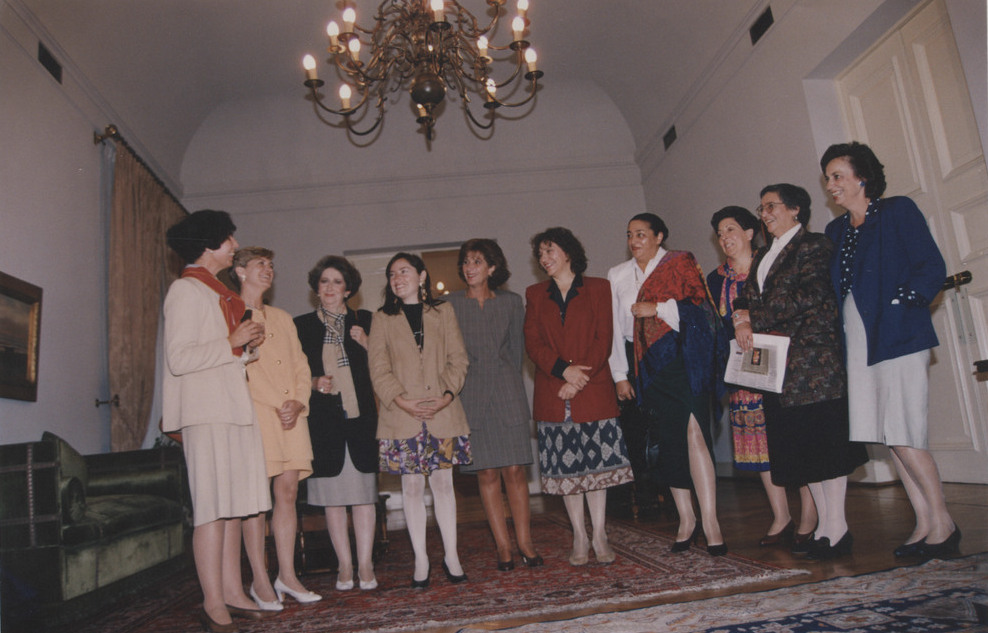
Carmen Frei y otras políticas chilenas en el Palacio de la Moneda durante su etapa como Senadora.

En 1989 fue elegida senadora por el período 1990-1998, por la segunda circunscripción senatorial, correspondiente a la región de Antofagasta. Entre 1990 y 1994 integró las Comisiones de Gobierno y Minería, presidiendo esta última. Entre 1994 y 1998 integró las Comisiones de Gobierno, Descentralización y Regionalización y la de Vivienda y Urbanismo. Durante los años 1996 y 1997 fue Jefa de la Bancada de Senadores Demócrata Cristianos.
En 1997 fue reelegida por la misma circunscripción electoral para el período 1998-2006. En 1998 integró la Comisión de Gobierno, Descentralización y Regionalización, siendo su presidenta, continuando en 2002 y en este año, también participa en la Comisión de Minería y Energía. En mayo de 2004 integra las Comisiones de Gobierno, Descentralización y Regionalización; Minería y Energía y Comisión Especial Encargada del Estudio de la Tributación de las Empresas Mineras.
En 2006 se presentó nuevamente a la reelección, pero su compañero de lista, José Antonio Gómez, del Partido Radical Socialdemócrata (PRSD) ocuparía su escaño.
En 12 de junio de 2020, Frei junto a Beatriz Sánchez y las parlamentarias Carmen Hertz y Maya Fernández Allende, firmaron una carta pública, cuestionando el deficiente control sanitario que tenía el segundo gobierno de Sebastián Piñera durante la crisis de salud, y exigieron la renuncia inmediata del ministro de Minsal, Jaime Mañalich, sosteniendo que:

El actual líder –Mañalich– se solaza con sus palabras, y cuestiona a periodistas e ironiza, cientos de personas sufren la pérdida de sus seres queridos, no pudiendo despedirlos en paz, padeciendo el colapso del sistema hospitalario y contrastando su dolor con la soberbia de un ministro al que se le acabó su tiempo. No podemos seguir alentando la impunidad respecto a quienes han tomado decisiones que están generando dolor, sufrimiento y muerte en Chile.
Sánchez, Frei, Hertz y Fernández.

## Obra escrita
- Magnicidio. La historia del crimen de mi padre (2017)[5]

## Historial electoral

### Elecciones municipales de 1971
- Elecciones municipales de 1971, para el primer Distrito, Santiago, período 1971-1975.[6]

### Elecciones parlamentarias de 1989
- Elecciones parlamentarias de 1989 a senador por la Circunscripción 2 (Antofagasta)[7]

### Elecciones parlamentarias de 1997
- Elecciones parlamentarias de 1997 a senador por la Circunscripción 2 (Antofagasta)[8]

### Elecciones parlamentarias de 2005
- Elecciones Parlamentarias de 2005 a Senador por la Circunscripción 2, (Antofagasta)[9]

### Elecciones de consejeros constituyentes de 2023
- Elecciones de consejeros constitucionales de 2023, para la Circunscripción 7 (Región Metropolitana[10]